# 白家疃天主堂
白家疃天主堂，全名天主教北京教区白家疃圣母圣心堂，位于北京市海淀区温泉路白家疃181号，隶属天主教北京教区。

## 简介
传说白家疃村历史上曾是曹雪芹居住过的地方。该村里有一座古老的小型教堂，始建于清朝康熙年间。当时一位法国传教士来此落脚，并在门口栽种了一棵洋槐。这座教堂位于村内一条高出地面两三米的很窄的胡同里，在胡同的拐弯处就是这棵双手合抱粗细、树冠庞大的古洋槐，树下是三排九间房屋。这就是教堂，也是村里仅存的古房舍。
改革开放后，白家疃教产一直没有按照宗教政策退还给教会。2013年4月，北京市天主教两会九届七次全委会通过了《北京市天主教一区两会2013年工作要点》，其中将白家疃教产的落实政策退还给教会作为2013年的工作重点之一。经过努力，白家疃教产终于退还给了教会。教会利用退还的教产开设了上面提到的教堂，被政府定为“白家疃祈祷所”（白家疃弥撒点）。
2015年6月20日，北京教区白家疃圣母圣心堂举办开堂庆典，北京教区李山主教主持庆典弥撒并祝圣圣堂。北京市天主教爱国会副主席、北京教区秘书长甄雪斌神父，北京市天主教教务委员会秘书长闫一杰神父及来自北京教区部分堂区及修院的神父18人共祭弥撒。白家疃堂区本堂张芝茂神父、南堂（宣武门天主堂）副本堂庞文贤神父襄礼。北京教区若瑟会修女及教友约500人参礼。
2016年11月26日，海淀区天主教第三次代表会议召开，来自正福寺教堂、后八家教堂、西北旺弥撒点、白家疃弥撒点的教友代表和教职人员共80人参加。

## 主任司铎
1. 张芝茂神父（2015年—2016年3月）[5]
2. 郭俊廷神父（2016年3月—）[7]